# 法拉利575M
法拉利575M是一款由意大利汽车制造商法拉利生产的豪华旅行车。雙門雙座設計，公開於2002，本質为一輛升級版的550，外观上进行了由宾尼法利纳设计的小幅改动。其只有些微的外部造型變動。2006年575M被599 GTB取代。
這輛升級版的550改裝了內裝，和若干機械與剎車盤設計，還有更大更強的V12引擎，優化的重量分配，完善空氣動力學和流體動力設備和自適應懸架設置（四個獨立懸吊，也包含變速箱，以減少整個反應200毫秒)。還配有兩個六段變速箱，全部為手排所以本車適合專業駕駛，並且首次在V12引擎使用Magneti Marelli半自動電子液壓手排 “F1”變速箱“M”是“modificato”或“modified”的縮寫。
2005年並推出新款GTC車型改裝方案和一種Superamerica的版本，一種限量版559 硬頂敞篷版，採用曾設計法拉利Dino、512BB、308GTB的名設計師Leonardo Fioravanti設計的旋轉式電動車頂，可快速旋轉車頂180度變成敞篷車。並提升引擎功率從515PS(379 kW; 508 hp)到540PS(400 kW; 530 hp)。

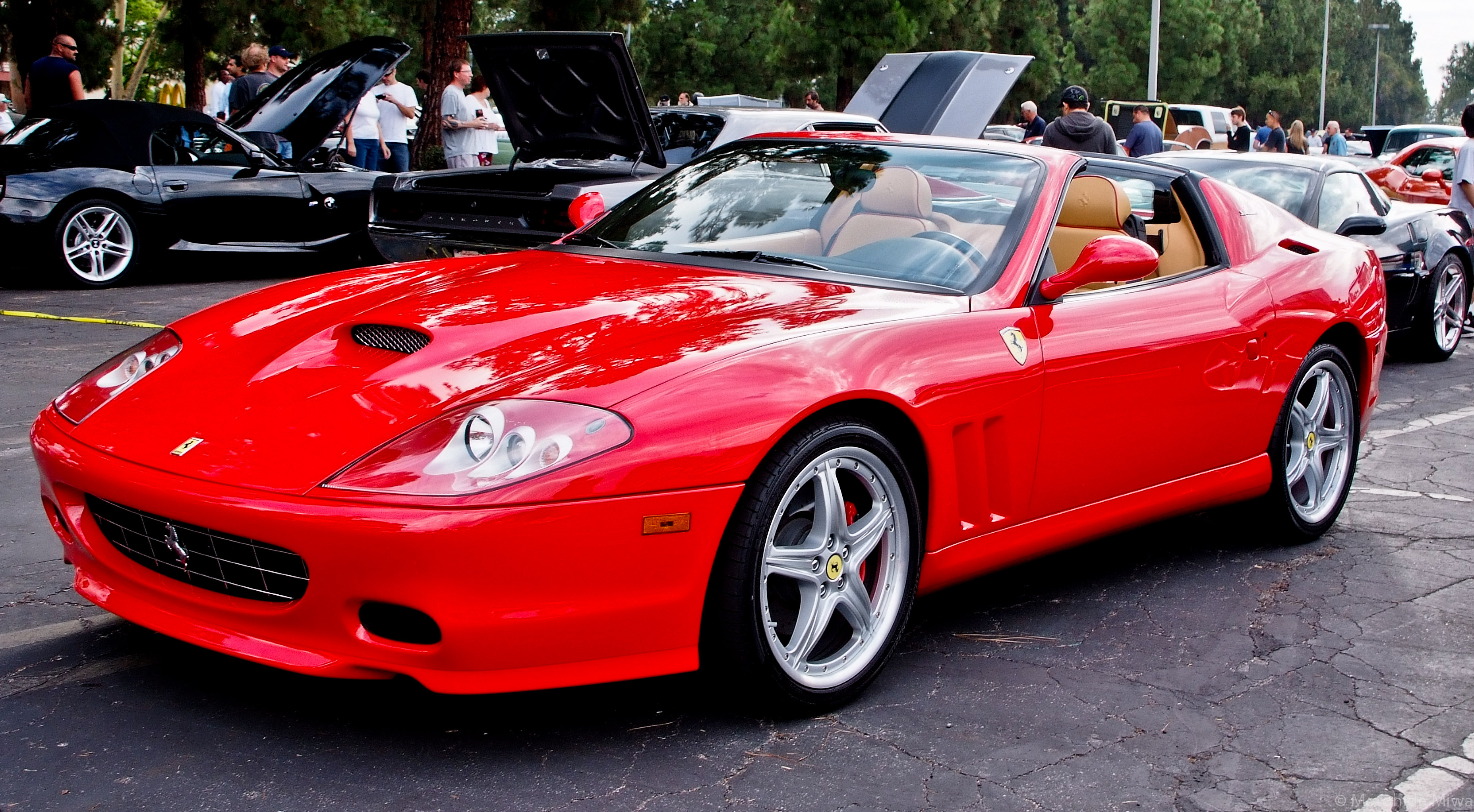
2005 575M Superamerica版

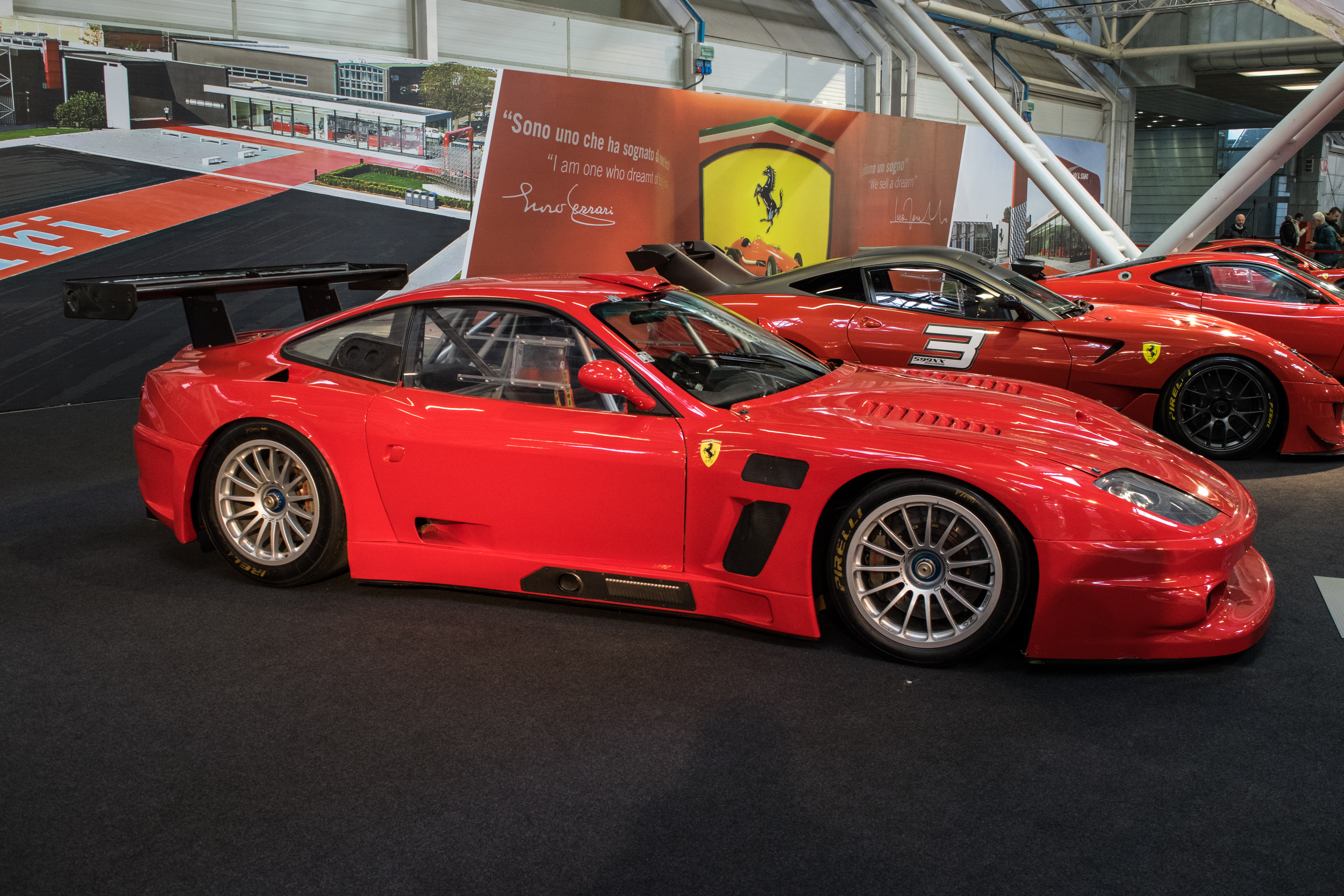
575 GTC版

## 外部連結
- 官方網站